# Quinquelaophonte koreana
Quinquelaophonte koreana is een eenoogkreeftjessoort uit de familie van de Laophontidae. De wetenschappelijke naam van de soort is voor het eerst geldig gepubliceerd in 2003 door Lee W..